# 邵永高速铁路
邵永高速铁路，连接湖南省邵阳市至永州市，是国家“八纵八横”高速铁路网中呼南通道的重要组成部分，线路自娄邵铁路邵阳站引出，向南经邵阳县至永州站，正线设车站3座。新建线路长96.14公里，均为新建线，其中邵阳市境内43.42公里，永州市境内52.72公里。正线按高速铁路标准建设，为双线电气化客运专线，设计速度350公里/小时。相关工程包括益湛铁路改线2.28公里、新建永州站邵永场至衡柳铁路小观岭线路所西北联络线11.86公里等。相关工程设计速度为120-160公里/小时。正线新建桥梁85座，总长52.693公里；隧道13座，总长15.175公里。

## 历史
2022年10月10日，新建邵阳至永州铁路环境影响评价第一次公示。
2023年5月，国铁集团与湖南省人民政府联合批复新建邵阳至永州铁路可行性研究报告。7月11日，环境影响评价第二次公示。9月28日，湖南省生态环境厅公告邵永铁路环境影响报告书的审批决定。10月，邵永高铁初步设计获得湖南省政府和国铁集团联合批复。12月26日，邵永高铁开工建设。